# Martina Moser
Martina Moser (Burgdorf, 9 aprile 1986) è un'ex calciatrice svizzera, di ruolo centrocampista. Ha giocato 129 partite con la maglia della nazionale svizzera, venendo inclusa nella rosa per un campionato europeo ed un campionato mondiale.

## Palmarès

### Club
- Campionato svizzero: 3

Zurigo: 2017-2018, 2018-2019, 2021-2022
- Coppa Svizzera: 2

Zurigo: 2017-2018, 2018-2019
- Campionato tedesco di seconda divisione: 1

Hoffenheim: 2012-2013

### Nazionale
- Cyprus Cup: 1

2017